# 2022年P. LEAGUE+總冠軍賽
2022年P. LEAGUE+總冠軍賽是P. LEAGUE+（PLG）2021-22賽季總冠軍系列賽以及2022年季後賽最後一輪系列賽，比賽採用七戰四勝制。總冠軍賽由新竹街口攻城獅對戰臺北富邦勇士，系列賽於2022年6月18日至6月27日進行。6月27日，臺北富邦勇士以4比1擊退新竹街口攻城獅收下2021-22賽季年度總冠軍，總冠軍賽MVP由臺北富邦勇士辛特力（Mike Singletary）蟬聯。

## 對陣圖
|  | 首輪 | 首輪               | 首輪 |              |   | 總冠軍賽       | 總冠軍賽 | 總冠軍賽 |  |
|  |      |                    |      |              |   |                |          |          |  |
|  | 1    | 新竹街口攻城獅     | 3    |              |   |                |          |          |  |
|  | 1    | 新竹街口攻城獅     | 3    |              |   |                |          |          |  |
|  | 4    | 新北國王           | 2    |              |   |                |          |          |  |
|  | 4    | 新北國王           | 2    |              | 1 | 新竹街口攻城獅 | 1        |          |  |
|  |      |                    |      |              | 1 | 新竹街口攻城獅 | 1        |          |  |
|  |      |                    | 3    | 臺北富邦勇士 | 4 |                |          |          |  |
|  | 2    | 福爾摩沙台新夢想家 | 3    | 臺北富邦勇士 | 4 | 1              |          |          |  |
|  | 2    | 福爾摩沙台新夢想家 |      |              |   |                |          |          |  |
|  | 3    | 臺北富邦勇士       | 3    |              |   |                |          |          |  |

粗體表示系列賽贏家

## 例行賽對戰紀錄
| 2021年12月11日 |

| 詳細數據 |

| 臺北富邦勇士 98–87 新竹街口攻城獅 |

| 2021年12月25日 |

| 詳細數據 |

| 臺北富邦勇士 92–82 新竹街口攻城獅 |

| 2022年1月1日 |

| 詳細數據 |

| 新竹街口攻城獅 114–106 臺北富邦勇士 |

| 2022年4月3日 |

| 詳細數據 |

| 新竹街口攻城獅 114–103 臺北富邦勇士 |

| 2022年4月10日 |

| 詳細數據 |

| 臺北富邦勇士 91–98 新竹街口攻城獅 |

| 2022年5月21日 |

| 詳細數據 |

| 新竹街口攻城獅 108–99 臺北富邦勇士 |

## 賽事過程

### 第一場
| 2022年6月18日 17:00 |

| 詳細數據 |

| 臺北富邦勇士 101–102 新竹街口攻城獅                                 |  |                                                          |
| 每節分數： 34–22、33–28、17–35、17–17                               |  |                                                          |
| 得分： 辛特力（33） 篮板： 辛特力（11） 助攻： 辛特力 / 林書緯（4） |  | 得分： 李家瑞（25） 篮板： 辛巴（12） 助攻： 李家瑞（5） |
| 新竹街口攻城獅以1比0拔得頭籌                                        |  |                                                          |

### 第二場
| 2022年6月20日 19:00 |

| 詳細數據 |

| 臺北富邦勇士 102–81 新竹街口攻城獅                         |  |                                                      |
| 每節分數： 28–20、34–21、30–26、10–14                      |  |                                                      |
| 得分： 辛特力（33） 篮板： 辛特力（18） 助攻： 林志傑（6） |  | 得分： 辛巴（22） 篮板： 辛巴（11） 助攻： 田浩（5） |
| 臺北富邦勇士扳成1比1平手                                   |  |                                                      |

### 第三場
| 2022年6月23日 19:00 |

| 詳細數據 |

| 新竹街口攻城獅 101–116 臺北富邦勇士                    |  |                                                             |
| 每節分數： 22–26、32–33、28–32、19–25                  |  |                                                             |
| 得分： 辛巴（32） 篮板： 辛巴（24） 助攻： 林明毅（3） |  | 得分： 辛特力（35） 篮板： 辛特力（11） 助攻： 辛特力（11） |
| 臺北富邦勇士以2比1領先                                 |  |                                                             |

### 第四場
| 2022年6月25日 17:00 |

| 詳細數據 |

| 新竹街口攻城獅 110–128 臺北富邦勇士                    |  |                                                                   |
| 每節分數： 34–37、31–34、22–33、23–24                  |  |                                                                   |
| 得分： 辛巴（24） 篮板： 辛巴（18） 助攻： 高國豪（7） |  | 得分： 瓊斯 / 辛特力（24） 篮板： 辛特力（17） 助攻： 曾祥鈞（7） |
| 臺北富邦勇士以3比1聽牌                                 |  |                                                                   |

### 第五場
| 2022年6月27日 19:00 |

| 詳細數據 |

| 臺北富邦勇士 108–104 新竹街口攻城獅                        |  |                                                        |
| 每節分數： 23–31、37–19、28–28、20–26                      |  |                                                        |
| 得分： 辛特力（43） 篮板： 辛特力（13） 助攻： 曾祥鈞（6） |  | 得分： 辛巴（38） 篮板： 辛巴（15） 助攻： 高國豪（8） |
| 臺北富邦勇士以4比1奪得2021-22賽季年度總冠軍                |  |                                                        |

## 球員名單
新竹街口攻城獅
臺北富邦勇士

## 外部連結
- 官方网站